# Sablé-sur-Sarthe
Sablé-sur-Sarthe is een gemeente in het Franse departement Sarthe (regio Pays de la Loire). De gemeente telde 12.194 inwoners op 1 januari 2022.

## Geschiedenis
In de Middeleeuwen was Sablé een versterkte plaats in Maine dicht bij de grens met Poitou. De stad ontwikkelde zich vanaf de 10e eeuw rond de burcht op een hoogte boven de Sarthe. De stad telde in de 15e eeuw ongeveer 1.200 inwoners. In de 16e eeuw groeide de stad ook buiten de stadsmuren en ontstond de faubourg Saint-Nicolas. In de 18e eeuw werd de middeleeuwse burcht vervangen door het Kasteel van Sablé gebouwd door Frans minister Jean-Baptiste Colbert de Torcy.
In de 19e eeuw groeide de stad verder maar vooral vanaf 1960 kende de gemeente een sterke bevolkingsgroei. Er kwam metaalnijverheid en productie van veevoeder en elektrische apparaten.
Sablé-sur-Sarthe kwam in het nieuws toen op 9 maart 2006 een 33-jarige werkloze oud-leraar in het plaatselijke lyceum Colbert de Torcy twintig leerlingen en twee medewerkers van de school gijzelde. Na enkele uren gaf de man zich over; alle gijzelaars bleven ongedeerd.
De voormalige premier van Frankrijk François Fillon was van 1983 tot 2001 burgemeester van Sablé-sur-Sarthe.

## Geografie
De oppervlakte van Sablé-sur-Sarthe bedroeg op 1 januari 2022 36,92 vierkante kilometer; de bevolkingsdichtheid was toen 330,3 inwoners per km². De Vaige en de Erve monden uit in de Sarthe in de gemeente.
In de gemeente ligt spoorwegstation Sablé-sur-Sarthe.
De onderstaande kaart toont de ligging van Sablé-sur-Sarthe met de belangrijkste infrastructuur en aangrenzende gemeenten.

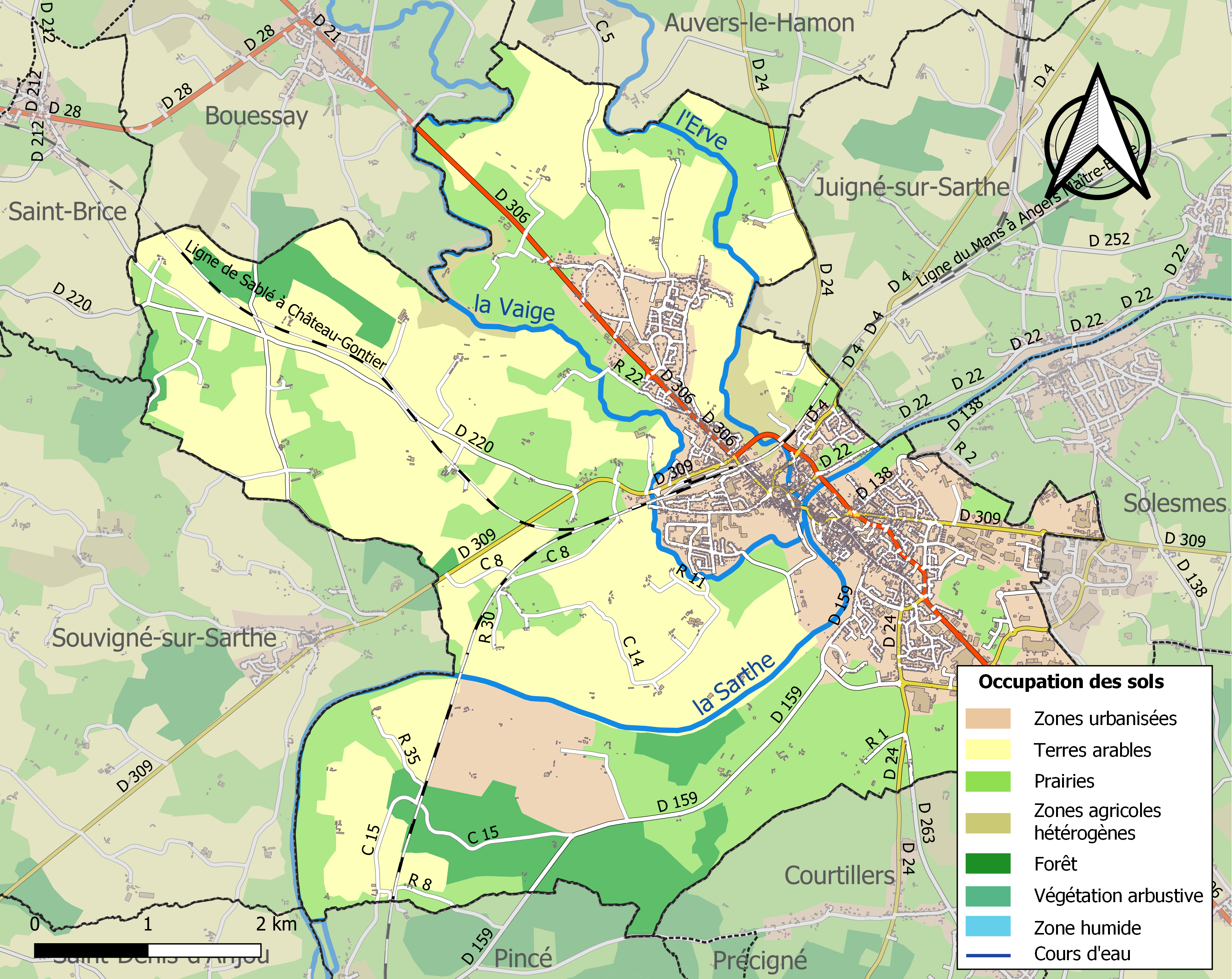

## Demografie
Onderstaande figuur toont het verloop van het inwonertal (bron: INSEE-tellingen).

## Partnersteden
- Bückeburg

## Geboren
- Prosper Guéranger (1805-1875), benedictijner monnik

## Afbeeldingen

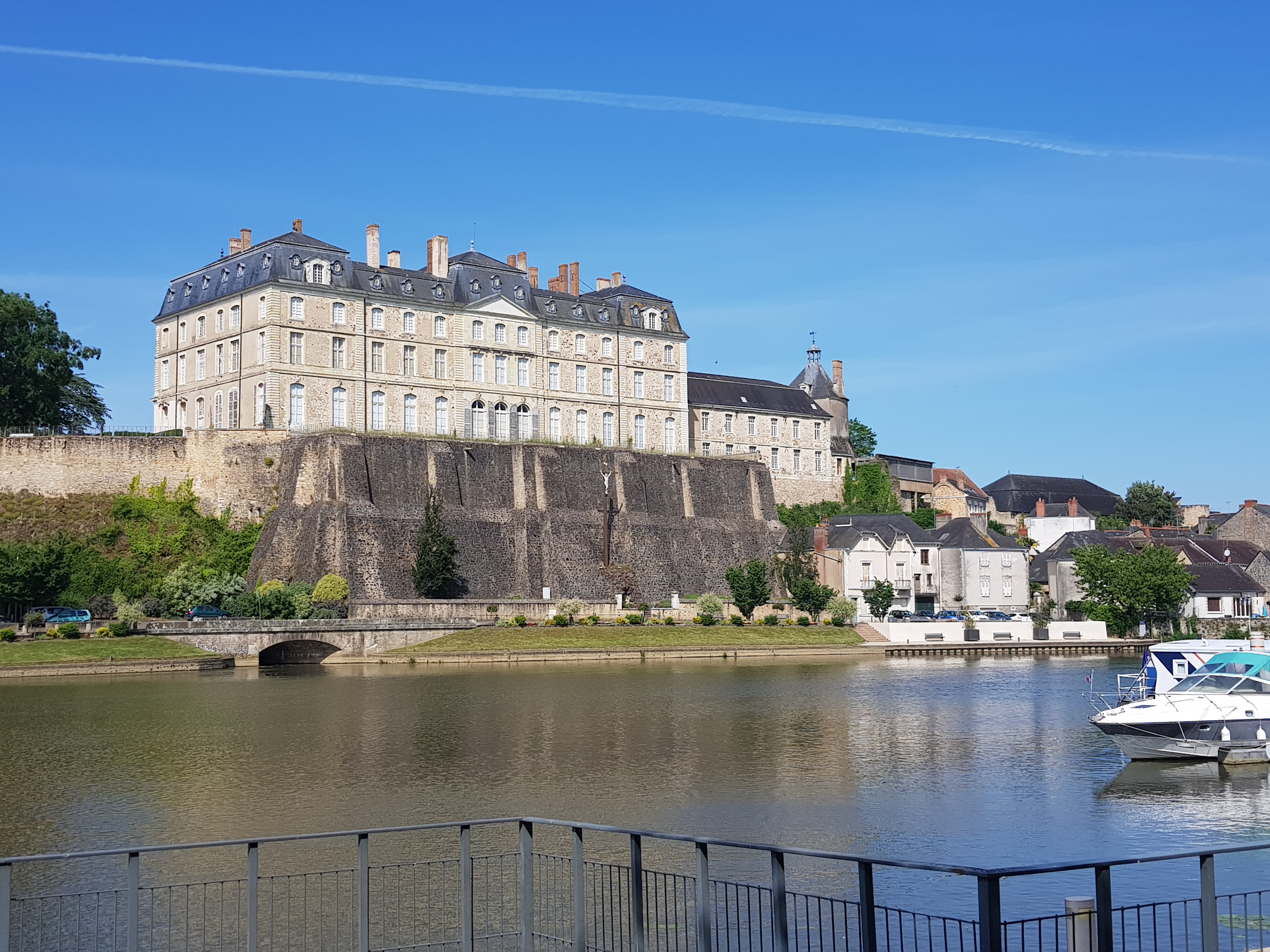
Kasteel van Sablé
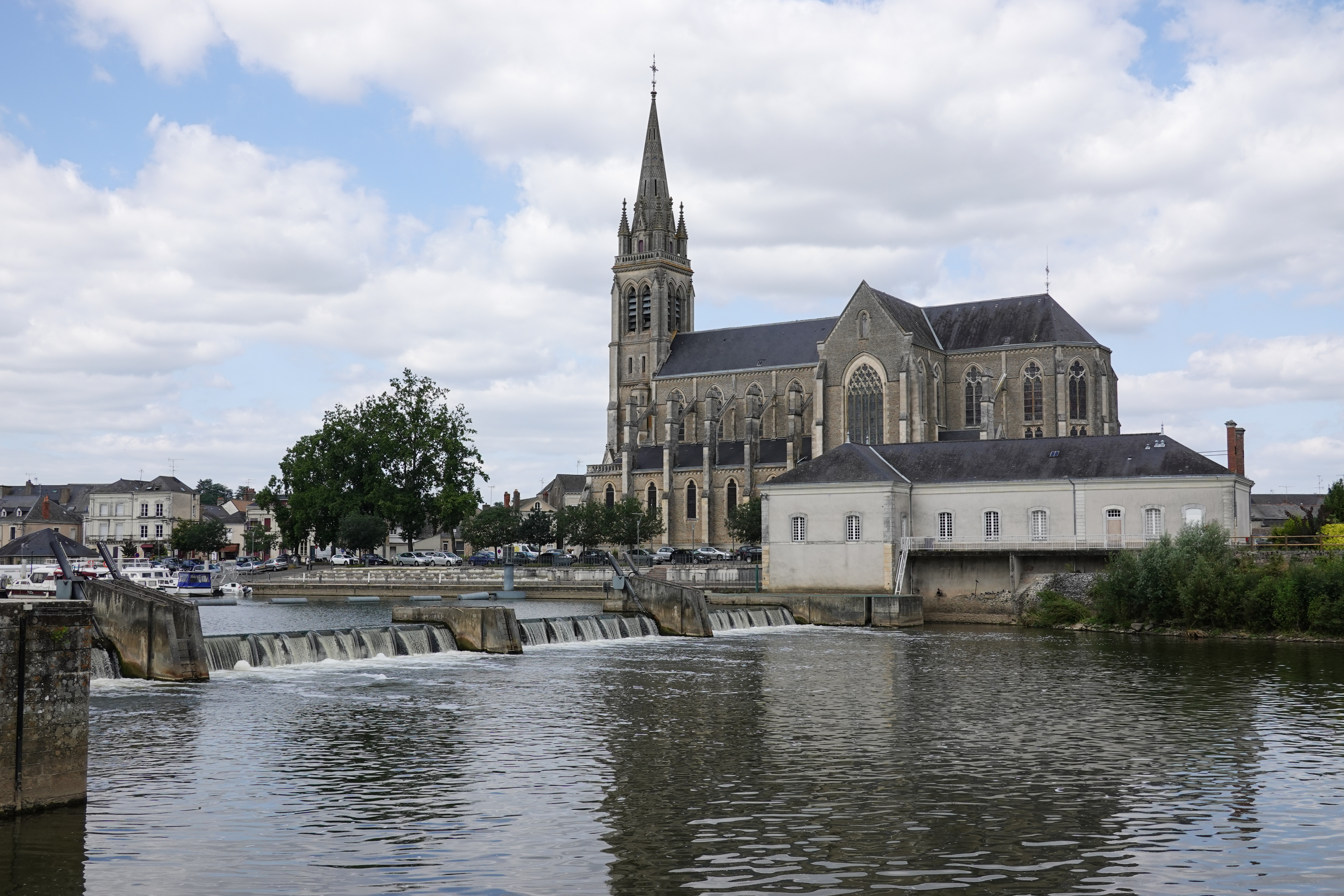
Église Notre-Dame
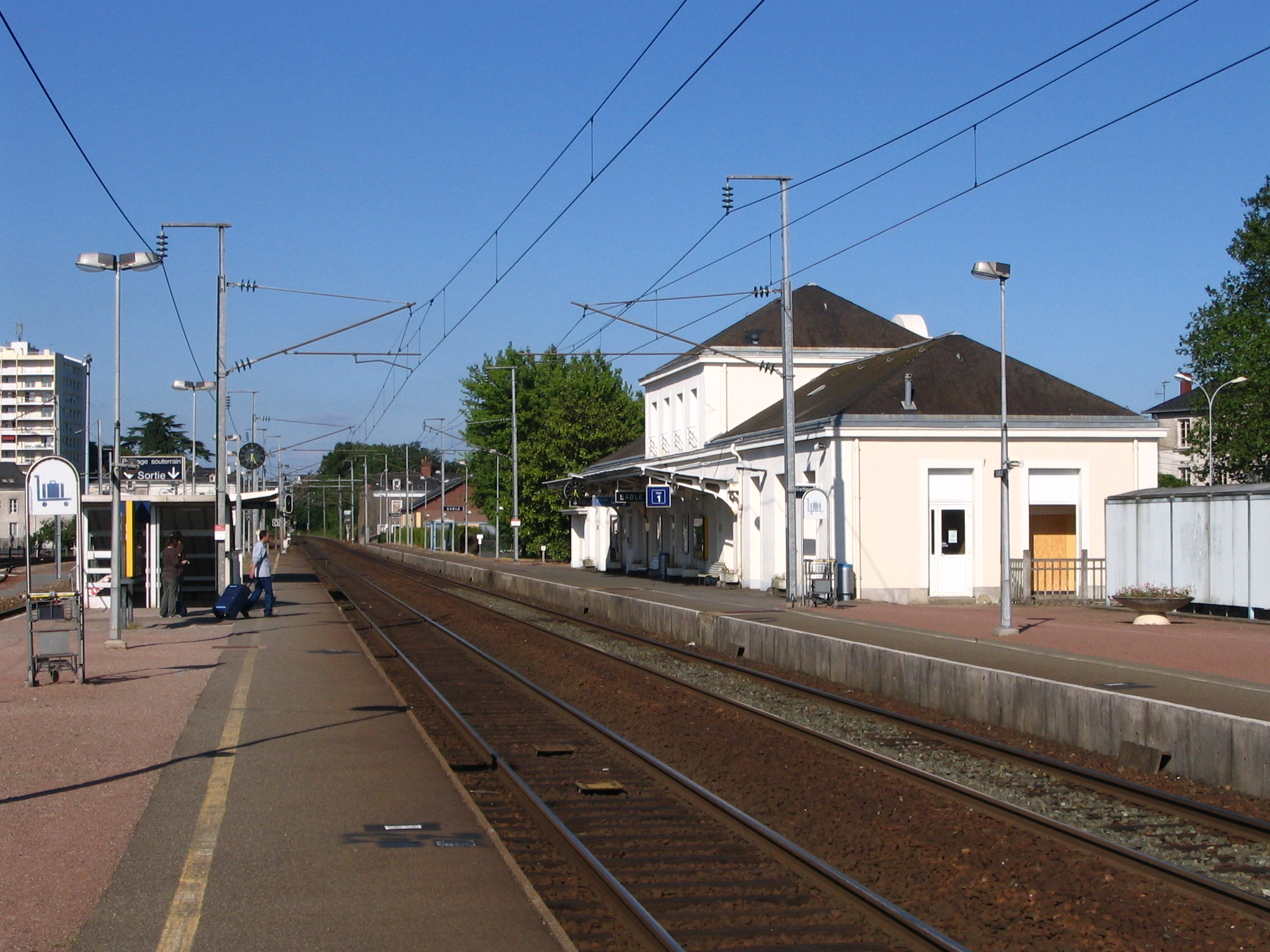
Station Sablé-sur-Sarthe
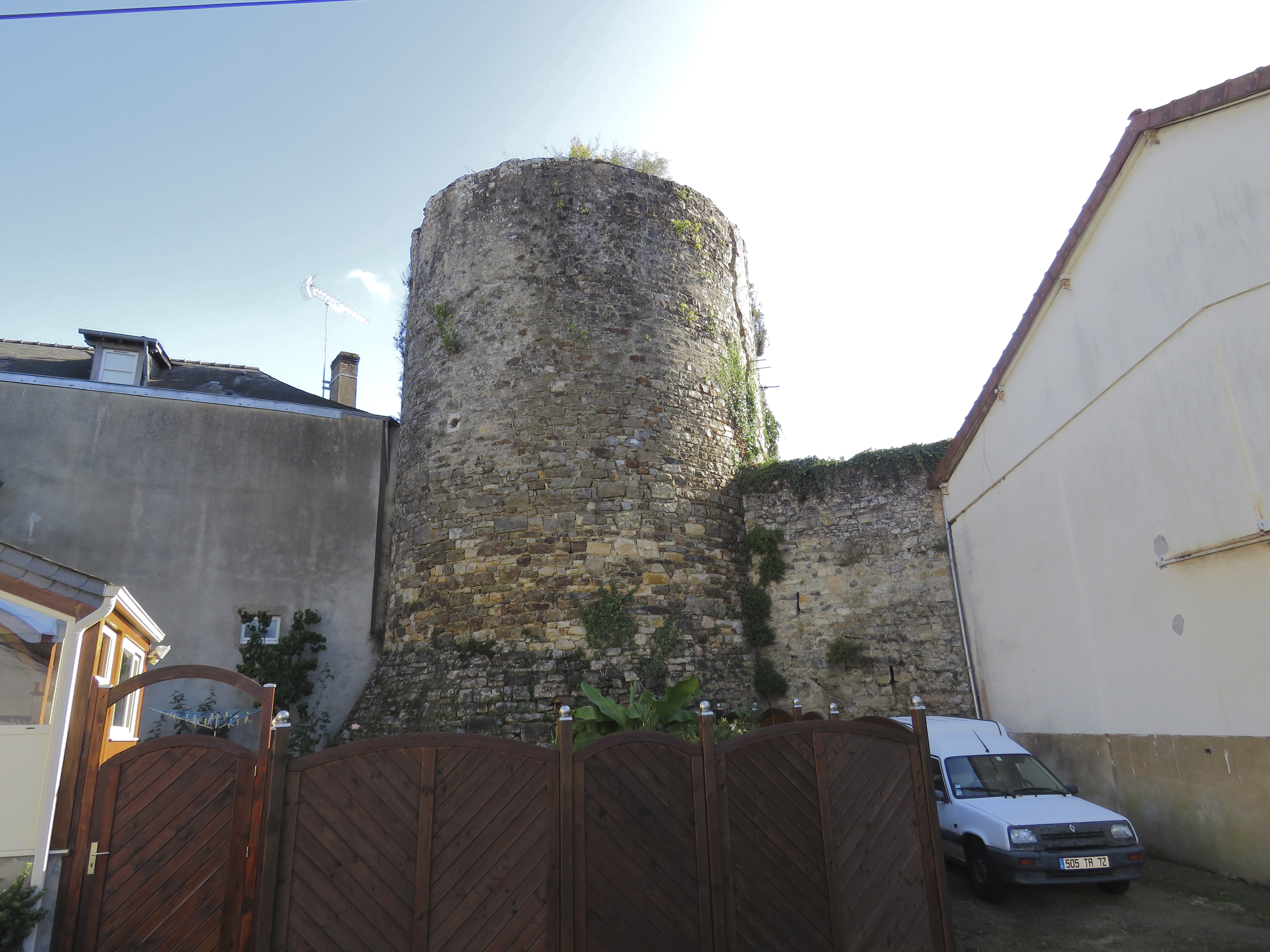
Toren van de oude stadsomwalling